# 雷諾茲冰隆
69°3′S 67°1′W / 69.050°S 67.017°W
雷諾茲冰隆（英語：Reynolds Ice Rise），是南極洲的冰隆，位於法利埃海岸，處於韋德冰隆東南面6公里，由英國南極名稱諮詢委員會命名，現時由南極條約體系管理。